# لوپاش (ترستنیک)
لوپاش (به صربی: Lopaš) یک منطقهٔ مسکونی در صربستان است که در Trstenik واقع شده‌است. لوپاش ۸۰۰ نفر جمعیت دارد.